# Hetta, condesa de Treuberg
Henriette Irmgard Margot von Kaufmann-Asser, con el nombre abreviado «Hetta» (Berlín, 10 de noviembre de 1886 -  Madrid, 1941) y posteriormente conocida como condesa de Treuberg, fue una pacifista alemana y salonnière política del primer tercio del siglo XX.  

## Biografía

### Infancia y juventud
Hetta von Kaufmann-Asser fue hija del arquitecto calvinista Ludwig von Kaufmann-Asser (1851–1910) y de la baronesa Lina Bianka von Landau (según otras fuentes se llamaba Luisa Bianca), de religión judía. Poco después de su nacimiento en Berlín sus padres se mudaron primero a Weimar y después a Florencia. Tuvo dos hermanos. Su tío paterno, Tobias Asser, que según la propia Hetta ejerció una gran influencia en ella, fue político y ganador del Premio Nobel de la Paz en 1911.    
Tanto en Weimar como en Florencia, su hogar se convirtió rápidamente en punto de encuentro para el círculo intelectual y artístico de la ciudad. Por ejemplo, entre los invitados en Weimar se encontraba el compositor Richard Strauss. En Florencia, donde la familia vivía en la antigua Villa Boccaccio, solían reunirse no solo aristócratas italianos sino también muchos artistas alemanes, como el pintor Arnold Böcklin y el escultor Adolf von Hildebrand. Fue en esta ciudad donde la joven Hetta desarrolló un constante interés por Italia y la pintura. Con 17 años fue presentada en Roma ante la corte del rey Humberto I.
En 1904 Hetta conoció en Florencia al conde Ernst Ludwig Fischler von Treuberg (1874–1950), tesorero bávaro con el que contrajo matrimonio el 28 de junio de ese mismo año en la ciudad de Baden-Baden y con el que se mudó a su mansión de Holzen en Augsburgo (Baviera). Ya por aquel entonces Hetta estaba comprometida con los asuntos sociales y organizó, junto con la duquesa de la familia Fúcar, un mercadillo solidario para ayudar a las víctimas de una inundación que había asolado Augsburgo.
Allí tuvo trato, en numerosas ocasiones, con diferentes personalidades, sobre todo del entorno político y cultural de la corte de la dinastía de los Wittelsbach. Hetta disfrutaba sobre todo de los bailes de salón y otros eventos sociales. Más adelante, gracias a sus conocimientos y a las relaciones tempranas que estableció, consiguió excelentes contactos que le procuraron el acceso a los más altos sectores de la diplomacia europea, así como a los gobiernos de Berlín y Múnich.
El matrimonio de los condes de Treuberg tuvo tres hijos: el conde Franz Friedrich de Treuberg, Amalia (apodada Amelie) Maria Crescentia Isabella Gudrun Margarete (1908–1918); y Bianca Henrietta Maria (1913–1984). Esta última fue madre de Rupert Ludwig Ferdinand zu Loewenstein-Wertheim-Freudenberg (1933-2014), banquero británico-alemán y gerente financiero de los Rolling Stones durante varios años. 

### Sus primeros pasos en la política
En Baviera, sin embargo, la condesa desarrolló un concepto de vida completamente distinto. Por ello, el 19 de mayo de 1914, y tras el nacimiento de su tercer hijo, ella y su esposo decidieron divorciarse de mutuo acuerdo en Augsburgo. Hetta decidió volver primero a Florencia, donde su compromiso político aumentó debido al estallido de la Primera Guerra Mundial y la intención de Italia de sumarse a la guerra. Viajó frecuentemente a Roma, donde intercambió opiniones sobre la situación con los diplomáticos de la ciudad.
En 1915, los diplomáticos de Roma pidieron a Hetta que viajase a Berlín junto con sus tres hijos y su madre con la vana esperanza de convencer a Matthias Erzberger y Bernhard von Bülow para impedir la entrada de Italia en la guerra. 
En verano de 1916 comenzó su compromiso pacifista. En Dinamarca abogó por el regreso de los prisioneros de guerra alemanes y de otros países junto con la condesa danesa Polly von Ahlefeldt-Laurvig (1849–1919), quien participaba de forma activa en Cruz Roja.

### Salón político
Tras su regreso, la condesa Hetta de Treuberg dirigió su propio salón político en el hotel Bristol de Berlín que, según reflejó en sus memorias, «constituía el centro de la sociedad» donde pudo «comunicar, mediar e iluminar de manera muy diferente». Su salón fue, con diferencia, el más importante y durante mucho tiempo el único salón político de Berlín de la época. También solía frecuentar el Hotel Adlon y más tarde trasladó su salón al Hotel Esplanade por motivos de seguridad.
Un gran número de personalidades de las más diversas tendencias políticas contemporáneas de toda Europa (y de otros continentes) frecuentaron su primer salón. Entre ellos destacan muchos diplomáticos del Ministerio de Asuntos Exteriores; el ex primer ministro prusiano y canciller del Reich Bernhard von Bülow; los diputados del Reichstag y miembros del Partido Socialdemócrata Alemán (SPD) Eduard Bernstein, Oskar Cohn y Karl Kautsky; el diplomático Friedrich Rosen;  el militar Karl von Wedel; el escritor y crítico Theodor Wolff y el político Walther Schücking, entre otros. 
Aunque Hetta siempre lo negó, se le reprochó haber visitado los salones de Karl Helfferich del Partido Nacional del Pueblo Alemán (DNVP) y el de Matthias Erzberger del Partido de Centro (Zentrum), así como de haber influido políticamente al joven príncipe Konrad Luitpold Franz von Bayern durante sus visitas a los salones.
El antiguo canciller Bernhard von Bülow, que había perdido el afecto del emperador tras su renuncia, y su esposa fueron acogidos en el hogar de Hetta durante un breve periodo de tiempo.
Gracias a su influencia, la condesa, que tenía excelentes conocimientos de idiomas (entre ellos, el italiano, francés, inglés, polaco, ruso y danés) pudo trabajar de manera temporal y oficiosa para el Ministerio de Asuntos Exteriores en sustitución de su hermano Heinrich, que era jefe de la Oficina de Prensa de Guerra, a pesar de que tenía menos conocimientos de idiomas. Hetta evaluaba gran parte de la prensa internacional y redactaba memorándums, que posiblemente «manipulaba» convenientemente  para la dirección de la oficina.
Su referente político fue, sobre todo, Maximilian Harden. Juntos presionaron al canciller Bethmann-Hollweg para que finalizase inmediatamente la guerra submarina. La visión política de Hetta era la de «un estado federal con un sistema representativo» y estaba muy orgullosa de la nación cultural alemana como su patria. Sin embargo, precisamente por este amor patriótico a Alemania rechazó de manera tajante el militarismo prusiano. No obstante, dentro de ciertos límites también apoyó otras tendencias políticas, siempre que estas promoviesen el pacifismo, como el movimiento socialista. Rechazó el bolchevismo, simpatizando más bien con las reformas agrarias de Stolypin.
Durante la Primera Guerra Mundial, la condesa de Treuberg ya publicaba con frecuencia artículos en distintos órganos de prensa, entre ellos en la revista socialdemócrata Die Zukunft, cuyo editor era Maximilian Harden. La revista se prohibió en repetidas ocasiones. Ella misma atribuyó la primera prohibición a que Harden, a instancias de ella, se había reunido en su salón con los líderes del partido izquierdista USPD, Hugo Haase y Eduard Bernstein. En su autobiografía menciona en varias ocasiones que fue vigilada y desacreditada por espías. Hetta convocó, aunque sin éxito, una reunión para que Harden se convirtiera en el sucesor de Karl Liebknecht, cuando fue detenido. El USPD, fundado en abril de 1917 como una división del SPD, abogaba, al igual que Harden y la condesa, por una «paz de entendimiento».
Gracias a los periodistas de su salón político, sus actividades se dieron a conocer en repetidas ocasiones a nivel nacional e internacional. Sin embargo, su gran compromiso político, por el cual se granjeó el apodo de «la Condesa Roja», y la atención pública pusieron cada vez más en peligro a la condesa. Sufrió un registro domiciliario que, en principio, no tuvo consecuencias.
Entre el 24 de agosto y el 2 de octubre de 1918, fue arrestada de forma provisional en Woldenberg, un pequeño pueblo en la frontera de Brandemburgo. Su salón político fue disuelto por la policía el 12 de septiembre de ese mismo año por permitir opiniones dudosas sobre la victoria de las Potencias Centrales, colaboracionismo con la revolución y espionaje para potencias extranjeras.
Su arresto y posterior expatriación contribuyeron al aumento de su popularidad. En algunos periódicos internacionales fue reivindicada como «la segunda Madame de Staël».
La condesa viajó a Múnich durante un tiempo donde su hija estaba siendo tratada de una enfermedad que resultó mortal. Allí fue testigo de la declaración de la República Soviética de Baviera y se reunió con el político Kurt Eisner. Después de la revolución, regresó primero a Berlín, donde, según sus propias declaraciones, fue reinsertada socialmente e incluso indemnizada. 

### Actividades después de la Primera Guerra Mundial
Como incluso después de la derrota en la Primera Guerra Mundial los perdedores se comportaban como vencedores, la condesa reactivó su salón político que seguía siendo el único en Berlín. Una vez más, políticos y diplomáticos del nuevo y del antiguo gobierno, así como políticos del extranjero, escritores, periodistas y representantes de Cruz Roja se reunían allí para conversar casi todos los días.
El 13 de mayo de 1919, es decir, al comienzo de la República de Weimar, fue expulsada de Berlín y Prusia por decisión personal del político Matthias Erzberger. Por eso se mudó temporalmente a Bamberg, luego a Múnich y a Heidelberg. Asimismo, en marzo de 1922 fue expulsada de Austria por estar considerada como «extranjera molesta».
Después, intensificó de nuevo sus actividades periodísticas. Ya en 1921 había publicado sus memorias. El 28 de noviembre de 1923 escribió al presidente del Reichstag, Paul Löbe,solicitándole firmemente lo siguiente: «Obligue al canciller a controlar las finanzas, exija políticas al Ministerio de Asuntos Exteriores. Quizás la salvación sea posible, pero solo si alcanzamos una grandeza moral que nos haga ganar la confianza y el respeto de otros Estados». En 1920 comenzó también a escribir para el semanario Die Weltbühne, el foro izquierdista de la burguesía democrática radical, porque quería ser escuchada según afirmó ella misma. Se convirtió en una escritora prolífica con más de 20 artículos sobre política. Por ejemplo, el 30 de septiembre de 1920 escribió una carta abierta dedicada a Walter Simons, el ministro de Asuntos Exteriores de esa época. Uno de los puntos centrales de sus artículos eran críticas sobre la política exterior y financiera.
El último artículo para Die Weltbühne data del 24 de julio de 1928 y trata sobre Giovanni Giolitti, que fue jefe de Gobierno de Italia en reiteradas ocasiones, liberal de izquierdas y oponente de Mussolini.
La presión antisemita sobre la que ya había escrito en sus memorias comenzó a manifestarse de forma notable, por lo que emigró de Alemania. Poco después de que el Partido Nacionalsocialista llegara al poder a comienzos del año 1933, se instaló en el Hotel Internacional de Ginebra en la Suiza neutral. Allí mantuvo un intercambio de cartas con Albert Einstein, que también había abandonado Alemania de forma definitiva. Este respondió el 2 de mayo a su carta del 23 de abril desde Le Coq sur Mer en Bélgica y le escribió: «Comparto totalmente la opinión que expresa en su carta: la completa destrucción de la clase alta gracias a que a partir de ahora se ha movilizado a la plebe de forma definitiva, pero ¿qué pasa con el ejército de la Reichswehr?»  
Después de esta carta se pierde su rastro.
La condesa Hetta de Treuberg murió en el año 1941 en Madrid (la España franquista no entró en la guerra).

## Relevancia
La condesa Hetta de Treuberg fue por su influencia en la vida política, social y civil una de las pacifistas alemanas más famosas e importantes del primer tercio del siglo XX.
Sin embargo, su estrategia de ser, por un lado, escuchada y comprendida en conversaciones directas con personas con poder en la política y la guerra, y por otro lado, hacer presión a través de conversaciones «entre bastidores» y más tarde con declaraciones en la prensa nacional e internacional no causó mucho efecto en la política alemana. Probablemente, esa estrategia fue en parte contraproducente (como se puede ver en la prohibición de la revista Die Zukunft de Harden).
Las principales razones fueron las siguientes:
- muchas personas e instituciones exhibían una actitud arrogante y prusiano-militar y no compartían sus argumentos expuestos de forma lógica y firme, con un elevado compromiso con la política y la cultura europea, social y pacifista. (Véase el lema: «¡No hay que esperar; el hombre debe actuar!»),
- porque era mujer; lo que todavía era poco común en política
- y en parte también porque era «medio judía».

El salón político de la condesa de Treuberg fue, con diferencia, el más importante y durante mucho tiempo el único salón político de Berlín de la época.